# تومي دين
تومي دين (بالإنجليزية: Tommy Dean)‏ هو لاعب كرة قاعدة أمريكي، ولد في 30 أغسطس 1945 في إيوكا في الولايات المتحدة.

## وصلات خارجية
- تومي دين على موقعبيزبول رفرنس.كوم (الدوري الرئيسي) (الإنجليزية)
- تومي دين على موقعبيزبول رفرنس.كوم (الدوري الثانوي) (الإنجليزية)
- تومي دين على موقع مشجعي الرسوم البيانية (الإنجليزية)